# 金牛座M82左輪手槍
金牛座M82是由巴西槍械生產商金牛座公司（英語：Taurus）於1993年推出的一款.38口徑左輪手槍。

## 概述
金牛座M82在外型和設計上均與史密斯威森軍警十型十分相似，兩者都是一把發射.38特種彈，具單／雙動扳機，並可載6發子彈的左輪手槍。
M82獲美國及一些國家的安全機構和平民所使用；據悉香港警務處曾考慮以M82和格洛克17的兩個槍款之間選出一款，以取代史密斯威森軍警十型；但計劃最後卻不了了之。

## 使用國
- 巴西
  - 巴西聯邦警察（已被同廠多款半自動手槍所取代）
- 智利
  - 制服警察
- 印度尼西亞
  - 印尼國家警察
- 美国
  - 部份地方警察局

## 外部連結
- （页面存档备份，存于）